# Yazur
Yazur (arabisch يازور, DMG Yāzūr, umgangssprachlich hebräisch יָאזוּר Jāsūr, abgeleitet vom assyrischen Namen und heute amtlich אָזוֹר Asōr) war eine palästinensische Stadt sechs Kilometer östlich von Jaffa. Sie wurde bereits im 7. Jahrhundert v. Chr. in assyrischen Texten erwähnt und war während der Kreuzzüge umkämpft.
Während der Fatimiden-Zeit in Palästina wurden einige bedeutende Persönlichkeiten in Yazur geboren, wie der Wesir Abu Muhammad al-Hassan al-Yazuri (gest. 1058). In moderner Zeit gilt der Gründer und Führer der Volksfront zur Befreiung Palästinas – Generalkommando Ahmad Dschibril als bekanntester Sohn der Stadt.
Heute steht auf dem Gebiet von Yazur die israelische Stadt Azor, da Yazur während des Bürgerkriegs 1947/48 größtenteils aufgegeben und zerstört wurde.

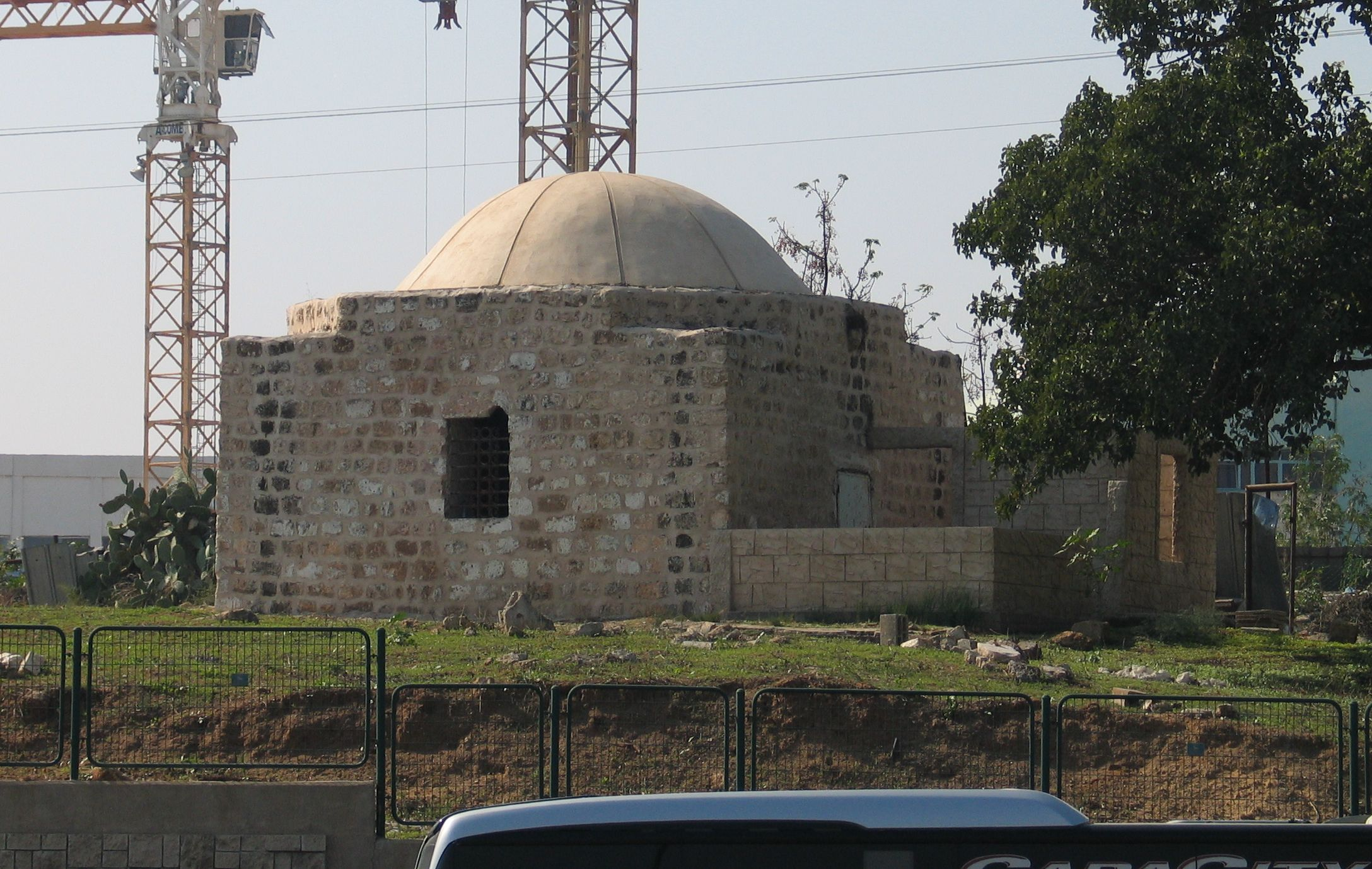
Muslimischer Schrein Shaykh al-Katananis auf dem ehemaligen Gebiet Yazurs, hier heute Teil Cholons, 2008

## Geschichte

### Eisenzeit

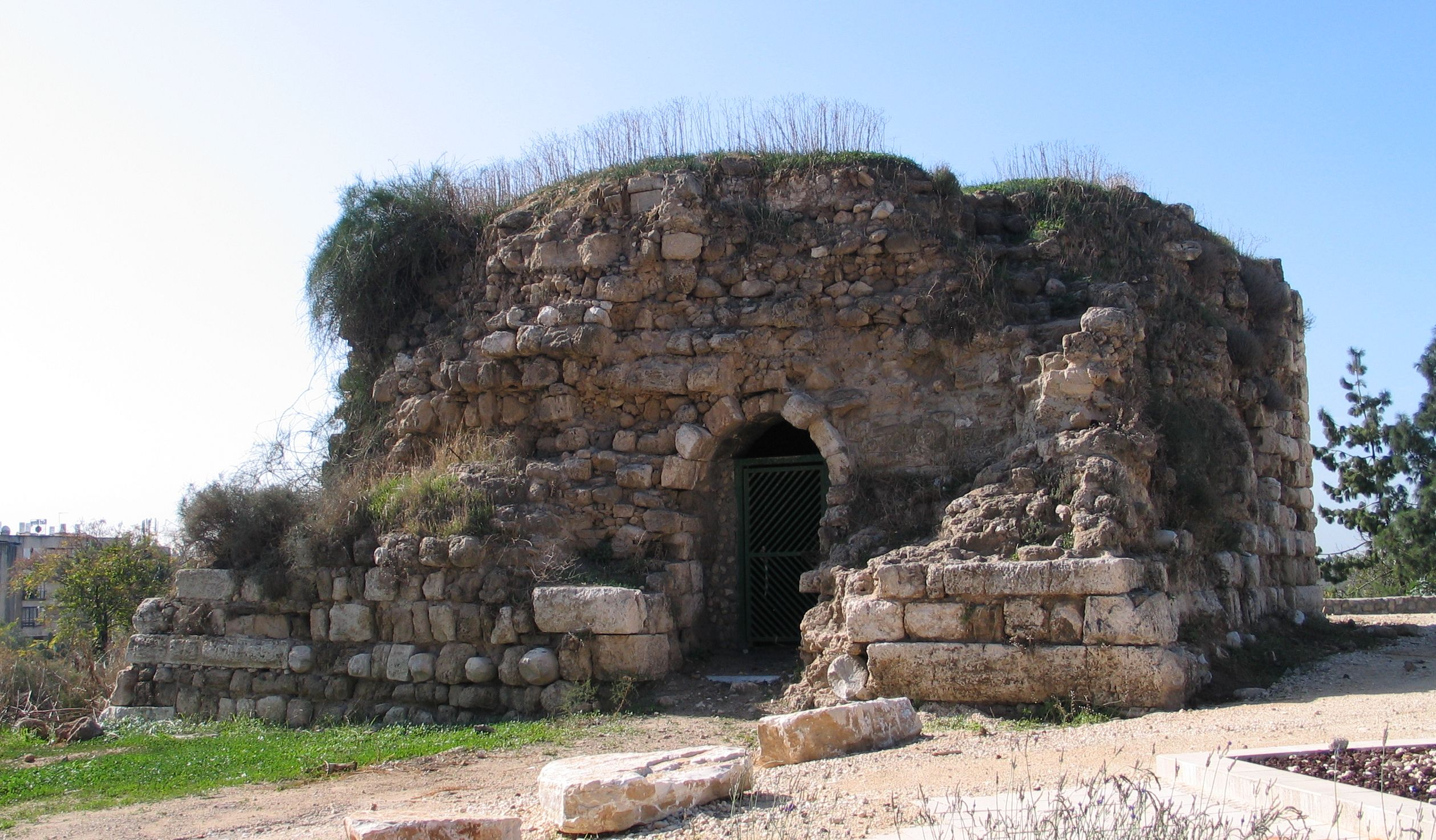
Ruine der Templerfestung Casal des Plains, 1099 erbaut durch Gottfried von Bouillon, im Park Gan haMetzudah, 2008

Die Stadt wird in den assyrischen Annalen von Sîn-aḫḫe-eriba (704 v. Chr. bis 681 v. Chr.) als Azuro erwähnt. Von dieser Zeit rührt der im Ort bestehende Siedlungshügel Tel Asor her.

### Mittelalter
Der Minister der Fatimiden Abu Muhammad al-Yazuri kam aus Yazur. Während der Kreuzzüge im 12. und 13. Jahrhundert wechselte der Besitzer von Yazur mehrmals, bis die Mamluken schlussendlich die Herrschaft übernahmen.

### Osmanisches Reich

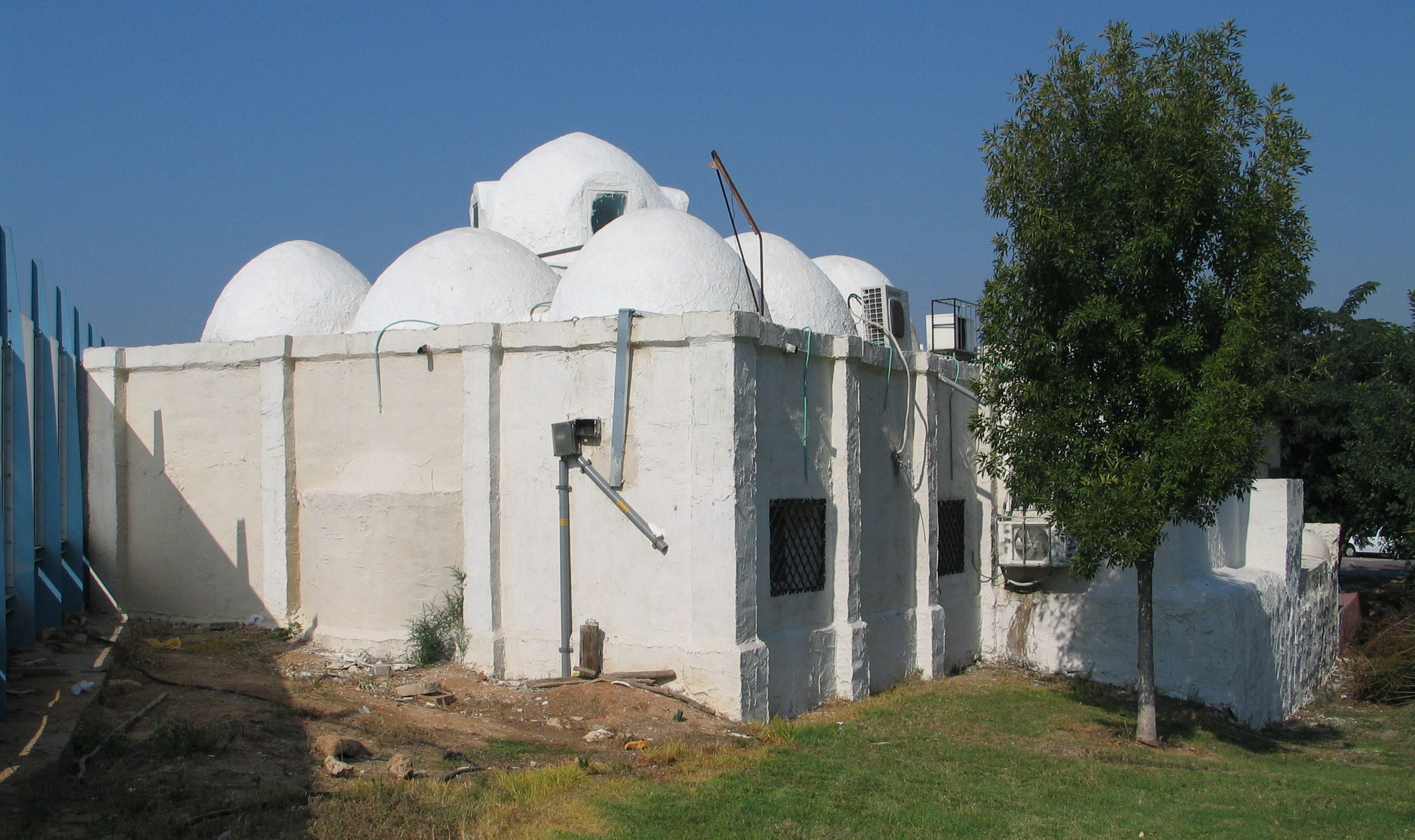
Synagoge Schaʿarei Zion im Maqām Imam ʿAlis aus osmanischer Zeit auf byzantinischen Grundmauern in einer ehemaligen Kreuzfahrerkirche, 2008

Der syrische Sufi-Lehrer Mustafa al-Bakri al-Siddiqi (1688–1748/9), der die Region im frühen 18. Jahrhundert bereiste, und Mustafa al-Dumyati (?–1764) berichteten, dass sie in einem Schrein Sayyiduna (arab. unser Meister) Haydara in Yazur besucht haben. Die Stadt wurde unter dem Namen Jazour auf der Karte von Pierre Jacotin, einem französischen Geographen, im Jahr 1799 eingetragen. Am 31. März 1890 erfolgte in Yazur in Anwesenheit von İbrahim Hakkı Pascha (1890–1897 Mutesarrif von Jerusalem), Johannes Frutiger, Joseph Navon und vielen weiteren Personen wie Würdenträgern (u. a. der Großmufti von Ghazza) der erste Spatenstich für die Bahnstrecke Jaffa–Jerusalem (J&J-Linie), die den Ort nordöstlich passiert.
Im Ersten Weltkrieg ging die Palästinafront zwischen den Mittelmächten und der Triple Entente von Süden kommend am 12. November 1917 mit der Schlacht am Höhenzug Mughar über Yazur hinweg, das dann Entente-Streitkräfte hielten. Die Britischen Militärbahnen in Palästina richteten den Halt Yazur ein, als sie die 1915 von osmanischen Eisenbahnern demontierten Gleise der J&J-Linie im September 1918 im Feldbahnformat einstweilen wieder in Gang setzten.

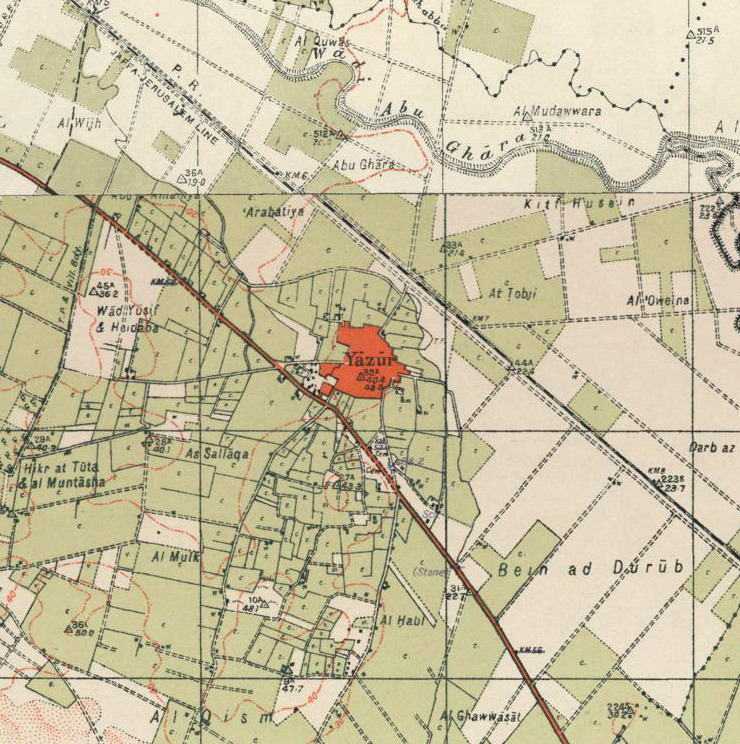
Karte Yazurs aus den 1940er Jahren

### Britisches Mandat
Yazur kam an den neuen Subdistrikt Jaffa, eine Verwaltungseinheit der Mandatsregierung. Die Stadt wurde in vier Quartiere aufgeteilt, jedes für je einen der Clans, die in der Stadt lebten. Während dieser Zeit wurden mehrere Volkszählungen durchgeführt, die ergaben, dass im Jahr 1922 in Yazur 1284 Muslime lebten. 1931 waren es schon 2337 Einwohner in 419 Häusern. Bis ins Jahr 1945 wurden es 4030 Einwohner, wovon eine Anzahl von 20 Personen arabische Christen waren.

### Nach dem Zweiten Weltkrieg
Für die auf Beschluss der UNO vom 29. November 1947 im Mai 1948 vorzunehmende Teilung des Mandatsgebiets in einen Staat für Juden und einen für nichtjüdische Araber – jeweils mit Minderheitenschutz – kündigten benachbarte Staaten – sämtlich Mitglieder der Arabischen Liga – die Invasionen ihrer Streitkräfte an, um die Gründung Israels militärisch zu unterbinden bzw. rückgängig zu machen.
Im Vorlauf des Einmarsches der Streitkräfte arabischer Nachbarstaaten mühten sich die Parteien im Lande – einerseits antizionistische überwiegend nichtjüdische und zionistische überwiegend jüdische Palästinenser andererseits – darum, auch mit Gewalt Positionen und Posten einzunehmen bzw. zu halten, die im bevorstehenden Krieg strategisch wichtig erschienen, was sich zum Palästinensischen Bürgerkrieg auswuchs. Ab Dezember 1947 sickerte die aus Freiwilligen gebildete irreguläre Arabische Befreiungsarmee, finanziert durch die Arabische Liga, ins Mandatsgebiet Palästina ein und beteiligte sich am Bürgerkrieg.
Ein Irgunist verübte am 9. Dezember 1947 ein Attentat aus dem fahrenden Auto auf ein Café Yazurs. Passierende Fahrzeuge auf dem Weg nach Tel Aviv wurden am 11. Dezember d. J. aus Yazur beschossen. Im Januar 1948 beschossen Kämpfer aus Yazur einen Konvoi aus dem benachbarten Miqweh Jisrael zur Versorgung Jerusalems, wobei sieben Notrim getötet wurden. Während des Palästinensischen Bürgerkrieges wurde Yazur mehrmals von zionistischen, bewaffneten Gruppen angegriffen. Dabei wurden Gebäude in die Luft gesprengt und später wurde die Stadt sogar mit Mörsern und Maschinengewehren attackiert. Ende April 1948 vertrieb eine Offensive der Haganah, die sich gegen eine Gruppe von Dörfern östlich von Jaffa, darunter Yazur, richtete, die Bewohner des Ortes. Das Ziel dieser Räumung war, für jüdische Truppen den Weg nach Lydda zu öffnen.
Dem Abzug der letzten Briten aus Palästina am 14. Mai 1948 folgte die Unabhängigkeit Israels, die es im ab 15. Mai folgenden Krieg um Israels Unabhängigkeit gegen einheimische bewaffnete Kräfte und ausländische Invasoren erfolgreich verteidigte. Nach der Unabhängigkeit ließen sich bis Juni 1949 etwa 2.000 Neueinwanderer in den Häusern des Dorfes nieder. Sie nannten den Ort in Gedenken der sieben Getöteten vom Januar 1948 Mischmar haSchivʿah (Wacht der Sieben), doch ordnete das Regierungskomitee für Ortsnamen (hebräisch וַעֲדַת הַשֵּׁמוֹת הַמֶּמְשַׁלְתִית Waʿadat haSchemōt haMemschaltīt) den Gebrauch des vom assyrischen Ortsnamen abgeleiteten Asor an, während der andere Name auf den 1949 von Veteranen gegründeten Moschav Mischmar haSchivʿah in der Nähe überging. Asor, dessen Bewohner überwiegend den Ortsnamen Yazor benutzen, schließt ein großes Industriegebiet ein, zählt über 13.000 Einwohner auf 2.200 Dunam Fläche, was anzeigt, dass weite einstige Gebiete der zuletzt 9.742 Dunam umfassenden Gemarkung Yazurs heute zu benachbarten Gebietskörperschaften zählen.